# Dhaleswari
Il Dhaleswari è un fiume del Bangladesh centrale. Costituisce un braccio del fiume Jamuna (il corso principale del Brahmaputra), che lascia a sud/sud-ovest di Tangail. Prosegue serpeggiando in direzione sud-est per circa 160 km attraverso una regione intensamente coltivata a iuta e riso a ovest e a sud di Dacca fino a congiungersi al fiume Meghna nei pressi di Narayanganj.